# Stenoterommata arnolisei
Stenoterommata arnolisei is een spinnensoort in de taxonomische indeling van de bruine klapdeurspinnen (Nemesiidae).
Stenoterommata arnolisei werd in 2008 beschreven door Indicatti.